# Travers (Val-de-Travers)
Travers (toponimo francese) è una frazione di 1 226 abitanti del comune svizzero di Val-de-Travers (Canton Neuchâtel).

## Geografia fisica
Travers si trova nella valle Val-de-Travers lungo il fiume Areuse, a nord del lago di Neuchâtel.

## Storia

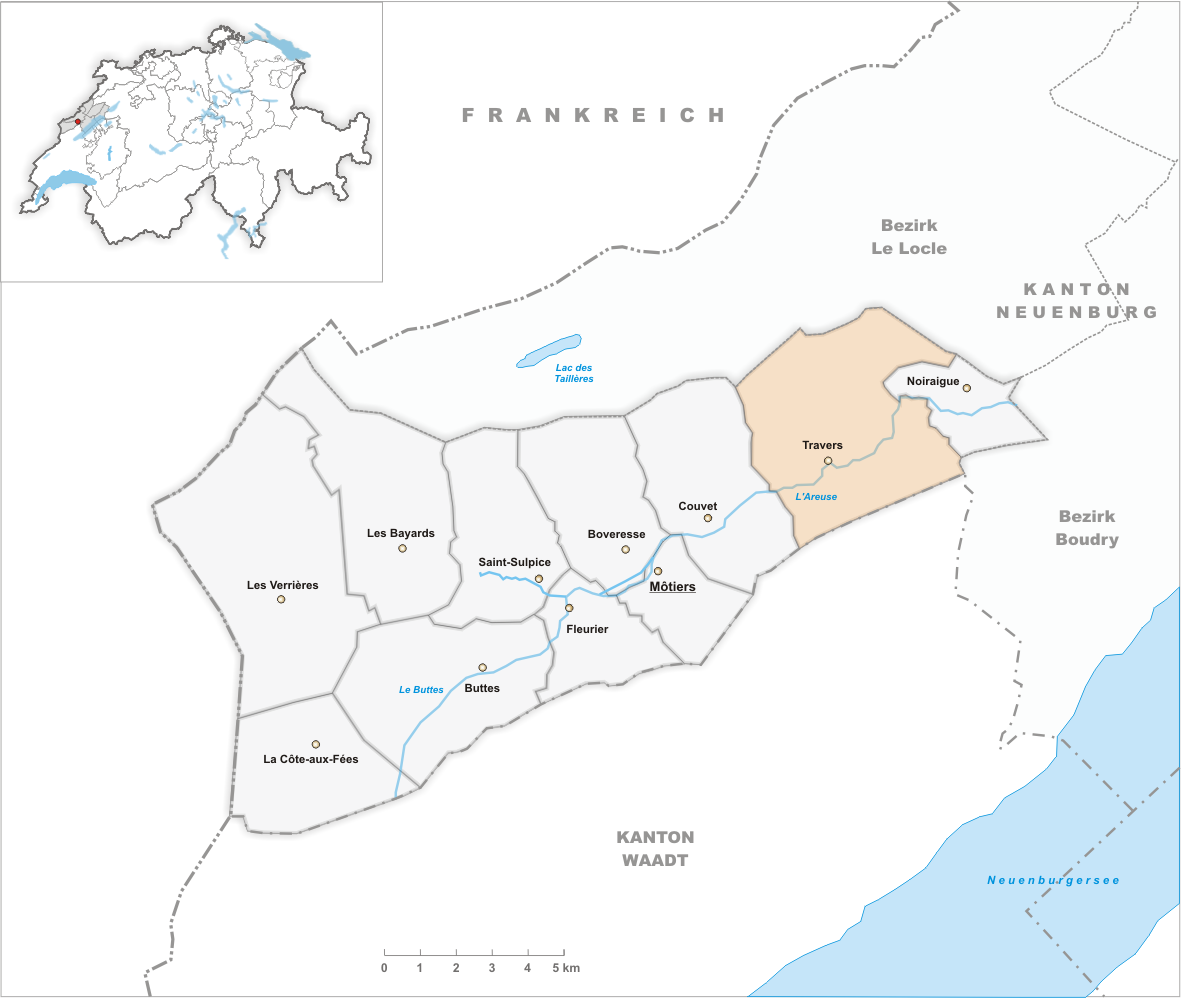
Il territorio del comune di Travers prima degli accorpamenti comunali del 2009

Già comune autonomo che si estendeva per 24,65 km² e che comprendeva numerose frazioni (tra le quali La Presta), in seguito all'esito favorevole del referendum del 17 giugno 2007 il 1º gennaio 2009 è stato aggregato agli altri comuni soppressi di Boveresse, Buttes, Couvet, Fleurier, Les Bayards, Môtiers, Noiraigue e Saint-Sulpice per formare il nuovo comune di Val-de-Travers.

## Monumenti e luoghi d'interesse
- Chiesa riformata (già chiesa di San Cosma), attestata dal 1228 e ristrutturata nel 1569[1];
- Chiesa cattolica di San Giuseppe, eretta nel 1939[1].

## Società

### Evoluzione demografica
L'evoluzione demografica è riportata nella seguente tabella:
Abitanti censiti

## Economia

Fabbrica di asfalto nel 1924

Travers, fortemente industrializzato da metà del XIX secolo (miniere e fabbriche di asfalto), dagli anni 1970 è divenuto è un paese prevalentemente agricolo e residenziale.

## Infrastrutture e trasporti

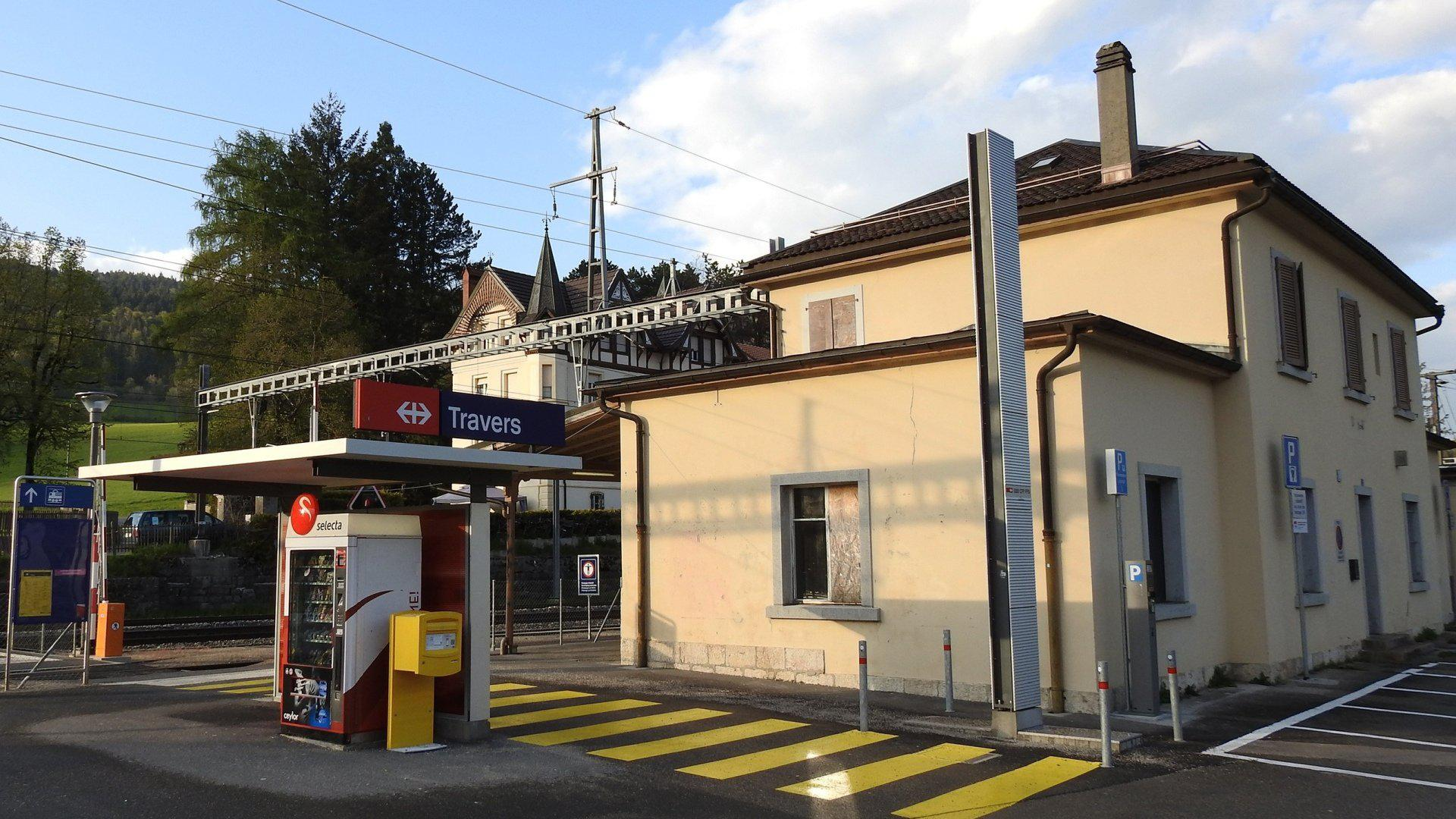
La stazione di Travers

Travers è servita dall'omonima stazione sulla ferrovia Neuchâtel-Pontarlier, capolinea della ferrovia per Buttes, e da quella di La Presta Mines d'asphalte.